# Franz Zeilner
Franz Zeilner (* 13. September 1953) ist Autor, Professor und ehemaliger österreichischer Kanusportler, der als Allrounder Wildwassersport (Slalom und Abfahrt) und Kanurennsport ausübte. Er war oftmaliger österreichischer Staatsmeister in mehreren Disziplinen, Angehöriger des Olympia-B-Kaders 1972 München (Kanuslalom K1) und Teilnehmer bei zwei Weltmeisterschaften in der Wildwasserabfahrt im K1 und im Wildwasser-Europacup 1974 (Abfahrt K1). Internationale Erfolge im Wildwassersport erreichte er besonders auf klassischen Rennstrecken.

## Biografie
Zeilner begann mit dem Kanusport 1966 in Steyr, wo er vorher kurze Zeit Boden- und Gerätturnen trainierte. 1969 erreichte er seinen ersten von insgesamt 16 österreichischen Staatsmeistertitel in der Meisterklasse im Teambewerb (3 × K1 Slalom) mit Kurt Presslmayr und Günter Tremba. 1970 gewann er mit Gerhard Peinhaupt und Norbert Sattler den Teambewerb im Kanuslalom bei den europäischen Jugendkanubewerben. 1971 gelang ihm die Tagesbestzeit beim internationalen Kanuslalom in der Lieserschlucht. In diesem Jahr begann auch die Trainings- und Renngemeinschaft mit Gerhard Peinhaupt, mit dem er im Kanurennsport im K2 in der Jugend und bei den Junioren in Österreich unbesiegt blieb. Das gemeinsame Training mit Topathleten brachte einen Leistungsstand der zur Aufnahme in den Olympia B-Kader für die Olympischen Sommerspiele in München 1972 (Kanuslalom K1), zur Teilnahme an zwei Weltmeisterschaften (1973 Muotathal/Schweiz und 1975 Skopje/Jugoslawien) in der Wildwasserabfahrt (K1) und zu einem Startplatz im Wildwasser-Europacup (EC) 1974 (Abfahrt K1) führte. Im damals neu gegründeten WW-Europacup, dessen Bezeichnung später in Weltcup geändert wurde, schrieb er auch einen Teil Sportgeschichte. Das war für den Kanusport in Österreich mit den Athleten Gerhard Peinhaupt, Gerda Aumayr (WW-Abfahrt), Norbert Sattler und Peter Fauster (WW-Slalom) und dem internationalen Sportfunktionär Walter Aumayr.
Zeilner ist einer der ersten Athleten in Österreich der aufgrund seiner sportlichen Erfolge von der Österreichischen Sporthilfe gefördert wurde. Im Jubiläumsbuch 40 Jahre Österreichische Sporthilfe 1971–2011 wurde er von Sportjournalisten auch unter den 40 Siegern für die österreichische Sporthilfe berücksichtigt.
Er war der erste Lehrbeauftragte an einer österreichischen Universität der Kanusport bzw. alpines Kajakfahren als praktisches Wahlfach für Studierende unterrichtete. Sein Universitätslehrbuch mit dem Titel Kanusport Wettkampf- und Freizeitsport ist in vielen Ländern verbreitet. Kanusport, besonders auch im Schulsport, war auch in seiner Vorlesung Grundlagen des Sportrechts und der Sportorganisation an der Universität Salzburg, wo er von 1989 bis 2009 Universitätslektor und wissenschaftlicher Mitarbeiter war, Thema. Er gab auch Kurse zu den Themen Wildwassersport, Rechtsfragen des Sports, Paddeln und Alpines Kajakfahren sowie an der Universität Wien Paddeln.
Zeilner ist mit einer Pädagogin verheiratet und hat einen Sohn.

## Weltmeisterschaften (WM) und WM-Generalprobe
| Jahr | Platz | Bewerb                        | Land        |
| ---- | ----- | ----------------------------- | ----------- |
| 1973 | 23    | WW-Abfahrt K1                 | / Muotathal |
| 1974 | 17    | WM-Generalprobe WW-Abfahrt K1 | /Skopje     |
| 1975 | 28    | WW-Abfahrt K1                 | /Skopje     |

## WW-Europacup (EC)
| Jahr | Platz | EC Gesamtwertung | Land |
| ---- | ----- | ---------------- | ---- |
| 1974 | 8     | WW-Abfahrt K1    | \|   |

## Österreichische Staatsmeisterschaften
| Jahr | Disziplin                     | Platz | Bewerb |
| ---- | ----------------------------- | ----- | --- |
| 1969 | WW-Sport                      | 1     | Platz Kanuslalom (3xK1 Slalom) mit Kurt Presslmayr und Günter Tremba |
| 1970 | WW-Sport                      | 1     | Platz (3xK1 WW-Abfahrt) mit Kurt Presslmayr und Günter Tremba. |
| 1971 | Kanurennsport (Jugend)        | 1     | Platz im K2, 500 Meter mit Gerhard Peinhaupt Platz im K2, 3000 Meter mit Gerhard Peinhaupt Platz im K4, 500 Meter mit Gerhard Peinhaupt, Jörg Listberger und Walter Hauser. |
| 1971 | WW-Sport (Jugend)             | 2     | Platz Kanuslalom im K1 |
| 1971 | WW-Sport (Jugend)             | 3     | Platz WW-Abfahrt im K1 |
| 1972 | WW-Sport                      | 1     | Platz (3xK1 WW-Abfahrt) mit Kurt Presslmayr und Helmut Bernhard. |
| 1972 | WW-Sport (Jugend)             | 1     | Platz Kanuslalom im K1 Platz WW-Abfahrt im K1 |
| 1973 | WW-Sport                      | 1     | Platz (3xK1 WW-Abfahrt) mit Gerhard Peinhaupt und Helmut Bernhard |
| 1973 | Kanurennsport (Anf./Junioren) | 1     | Platz im K2 500 Meter mit Gerhard Peinhaupt Platz im K2 1000 Meter mit Gerhard Peinhaupt Platz im K2 10.000 Meter mit Gerhard Peinhaupt                                     |
| 1973 | Kanurennsport (Anf./Junioren) | 2     | Platz im K1 500 Meter Platz im K1 1000 Meter |
| 1973 | WW-Sport                      | 3     | Platz WW-Abfahrt im K1 |
| 1973 | Kanurennsport                 | 2     | Platz im K4 10.000 Meter mit Gerhard Peinhaupt, Miodrag Graovac und Werner Peyrl                                                                                            |
| 1974 | Kanurennsport                 | 1     | Platz im K4 10.000 Meter mit Kurt Heubusch, Kurt Klausberger und Josef Weninger                                                                                             |
| 1975 | Kanurennsport                 | 1     | Platz im K4 1000 Meter mit Günther Pfaff, Kurt Heubusch und Miodrag Graovac Platz im K4 10.000 Meter mit Kurt Heubusch, Miodrag Graovac und Josef Weninger                  |
| 1975 | Kanurennsport                 | 2     | Platz im K 1 10.000 Meter |
| 1975 | Kanurennsport                 | 2     | Platz im K1 4 × 500 Meter Stafette mit Günther Pfaff, Kurt Heubusch und Miodrag Graovac                                                                                     |
| 1976 | Kanurennsport                 | 1     | Platz im K1 4 × 500 Meter Stafette mit Günther Pfaff, Kurt Heubusch und Manfred Babitz                                                                                      |
| 1976 | Kanurennsport                 | 2     | Platz im K2 10.000 Meter mit Manfred Babitz |
| 1979 | Kanurennsport                 | 3     | Platz im K4 1000 Meter mit Manfred Babitz, Kurt Klausberger und Kurt Lindlgruber (Jun.)                                                                                     |
| 1979 | Kanurennsport                 | 3     | Platz im K4 10.000 Meter mit Kurt Heubusch, Kurt Klausberger und Kurt Lindlgruber (Jun.)                                                                                    |

## Größte internationale Erfolge
- 1. Platz beim internationalen Kanuslalom auf der Sanna bei Landeck (Österreich) 1969 im Teambewerb (3xK1 Slalom) mit Kurt Presslmayr und Norbert Obermayr.
- 4. Platz beim internationalen Kanuslalom auf der Saalach bei St. Martin-Lofer (Österreich) 1970 im K1 (Jugend B)
- 3. Platz beim internationalen Kanuslalom auf der Saalach bei St. Martin-Lofer (Österreich) 1970 im Teambewerb (3xK1 Slalom) mit Kurt Presslmayr und Günter Tremba.
- 2. Platz bei der internationalen WW-Abfahrt auf der Saalach bei St. Martin-Lofer (Österreich) 1970 im Teambewerb (3xK1 WW Abfahrt) mit Kurt Presslmayr und Günter Tremba.
- 2. Platz bei der internationalen WW-Abfahrt auf der Saalach bei St. Martin-Lofer (Österreich) 1970 im K1 (Jugend B).[1]
- 1. Platz (Mannschaft ÖPV) beim Jugendvergleichskampf (Kanuslalom/WW-Abfahrt) auf der Saalach bei St. Martin-Lofer (Österreich) 1970 Österreich gegen Bayern (ÖPV-BKV)
- 1. Platz bei den europäischen Jugendkanubewerben und internationalem ASVÖ Jugendvergleichskampf 1970 auf der Möll (Österreich) im Teambewerb (3xK1 Slalom) mit Gerhard Peinhaupt und Norbert Sattler vor Polen und Jugoslawien.
- Tagesbestzeit beim internationalen Kanuslalom auf der Lieser (Österreich) 1971 im K1.
- 2. Platz beim internationalen Kanuslalom auf der Lieser (Österreich) 1971 im Teambewerb (3xK1 Slalom) mit Helmut Bernhard und Günter Tremba.
- 1. Platz beim internationalen Salzkristallslalom auf der Traun (Österreich) 1971 im Teambewerb (3xK1 Slalom) mit Kurt Presslmayr und Günter Tremba.
- 11. Platz beim internationalen Kanuslalom in Thale (Deutsche Demokratische Republik) 1971 auf der Bode im K1 (Olympiaqualifikation).
- 12. Platz beim internationalen Kanuslalom in Llangollen (Wales/United Kingdom) 1971 auf dem River Dee (walisisch: Afon Dyfrdwy) im K1 (Olympiaqualifikation).
- 18. Platz beim internationalen Kanuslalom auf der Moldau bei Lipno (Tschechoslowakei) 1971 im K1 (Olympiaqualifikation).
- 14. Platz beim Großen Preis von Österreich auf der Lieser (Österreich) 1972, einer Paraweltmeisterschaft und Testrennen für die Olympischen Sommerspiele 1972, im Kanuslalom und vierter Platz in der Wildwasserabfahrt im K1.
- 5. Platz beim vorolympischen Kanuslalom 1972 (Jugend) auf der Saalach (Österreich) bei St. Martin/Lofer.
- 4. Platz bei der internationalen Wildwasserabfahrt auf der Moldau bei Lipno (Tschechoslowakei) 1972 im K1.
- 3. Platz bei der internationalen Wildwasserabfahrt auf der Sanna bei Landeck (Österreich) 1972 im K1.
- 7. Platz beim Großen Preis von Österreich auf der Lieser (Österreich) 1973 im Kanuslalom im K1.
- 8. Platz beim Großen Preis von Österreich auf der Lieser (Österreich) 1973 in der Wildwasserabfahrt im K1.
- 5. Platz bei der internationalen Wildwasserabfahrt auf der Saalach bei Lofer (Österreich) 1973 im K1.
- 6. Platz beim internationalen Kanuslalom auf der Sanna bei Landeck (Österreich) 1973 im Teambewerb (3xK1 Slalom) mit Gerhard Peinhaupt und Helmut Bernhard.[2]
- 1. Platz bei der internationalen Wildwasserabfahrt auf der Sanna bei Landeck (Österreich) 1973 im Teambewerb (3xK1 Abfahrt) mit Gerhard Peinhaupt und Helmut Bernhard.
- 9. Platz beim internationalen Kanuslalom auf der Sanna bei Landeck (Österreich) 1973 im K1.
- 10. Platz bei der internationalen Wildwasserabfahrt auf der Sanna bei Landeck (Österreich) 1973 im K1.
- 5. Platz bei der internationalen Wildwasserabfahrt auf der Enza bei Reggio Emilia (Italien) 1973 im K1.
- 12. Platz bei der Europacup (EC) Abfahrt auf der Lesse (Belgien) 1974 im K1.
- 7. Platz bei der Europacup (EC) Abfahrt auf der Passer bei Meran (Italien) 1974 im K1. 3. Platz in der Mannschafts-Nationenwertung.
- 7. Platz bei der Europacup (EC) Abfahrt auf der Loisach bei Garmisch-Partenkirchen (Bundesrepublik Deutschland) 1974 im K1.
- 2. Platz beim internationalen Kanuslalom auf der Lieser (Österreich) 1974 in der 1b Wertung.
- 1. Platz bei der internationalen Wildwasserabfahrt auf der Sanna bei Landeck (Österreich) 1974 im Teambewerb (3xK1 Abfahrt) mit Hans Schlecht und Peter Haas.

## Flussbefahrungen
Neben dem Wettkampfsport und nach Beendigung der Wettkampfzeit unternahm Franz Zeilner auch Befahrungen von Wildflüssen bis zu den Schwierigkeitsgraden fünf und darüber. Das waren vor allem Flüsse in Österreich wie beispielsweise die Enns bzw. Teilstrecken der Enns im Bereich des Gesäuses, die Koppentraun, die Lammeröfen, die Salzachöfen usw.
Am 30. Oktober 1971 wurden nach Ende der Wettkampfsaison die Salzachöfen – deren Erstbefahrung dem Österreicher Adolf Anderle vom Akademischen Kajak-Klub in Wien im Jahr 1931 gelang und wo bis 1950 insgesamt dreißig Befahrungen gemacht wurden, manche auch erfolglos – bei sehr schwierigen Bedingungen befahren. Kanuten aus dem Wettkampfsport, von den österreichischen Traditionsvereinen im Kanusport Forelle Steyr (Kurt Presslmayr, Franz Zeilner), Kajakverein Klagenfurt (Heinz Dopsch, Manfred Pock, Norbert Sattler, Helmar Steindl, Heimo Müllneritsch, Erich Wilhelmer) und Union Kanu Klub Wien (Michael Neudecker), trafen sich nach Ende der Wettkampfsaison 1971 nahe dem Pass Lueg für Vorbereitungen zur Befahrung der legendären Salzachöfen.
Der Einstieg mit den Slalomrennbooten erfolgte etwa 500 Meter oberhalb der Schlucht. Schlüsselstellen waren bereits der Eingangsschwall in die Salzachöfen, folgend dann Flusspassagen mit massiven Felsblöcken und schwierigen Durchfahrten. Besonders die Einfahrt in den sogenannten „Dom“, einer schwer verblockten Gefällsstufe. Der Dom, ein imposantes Naturschauspiel, stellte einen Höhepunkt der Befahrung dar. Etwa fünfzig Meter hoch über dem Fluss wölben sich hier das Hagen- und Tennengebirge zu einer Kuppel von gewaltigen Ausmaßen zusammen, die durch riesige Klemmblöcke nach oben abgeschlossen ist (von einer durch einen Weg zugänglichen Felsöffnung, der sogenannten „Kanzel“, ist ein Einblick von außen in den Dom möglich). Der Ausfahrt aus dem Dom folgten sehr schwierige Flusspassagen, wovon die schwierigste das sogenannte „Hufeisen“ war. Von großen Felsen zusammengepresst strömt hier der Fluss frontal auf einen riesigen Felsblock zu und bildet dort eine schwere Widerwelle, einen massiven Trichterwirbel und „ausgewaschene“ Felswände. Mit der Ausfahrt aus dem Hufeisen waren die Anstrengungen beendet. Den österreichischen Kanuten gelang am 30. Oktober 1971 eine erfolgreiche Befahrung der Salzachöfen.

## Publikationen
Monografien
- Haftung und Schadensersatzansprüche bei Sportunfällen. Verlag Peter Lang, Frankfurt am Main/Berlin 2001, ISBN 978-3-631-38120-5, zugleich Diplomarbeit an der Universität Salzburg.
- Sport und Recht. Verlag Peter Lang, Frankfurt am Main/Berlin 2003, ISBN 978-3-631-50262-4.
- Grundlagen des Sportrechts. Organisation des Sports. Lehrbuch. Freya-Verlag, Linz 2005, ISBN 978-3-902134-94-3.
- Kanusport. Wettkampf und Freizeitsport. Lehrbuch. Freya-Verlag, Linz 2007, ISBN 978-3-902540-41-6.
- Verfassung, Verfassungsrecht und Lehre des öffentlichen Rechts in Österreich bis 1848. Verlag Peter Lang, Frankfurt am Main/Berlin 2008, ISBN 978-3-631-57765-3.
- Geschichte der Politischen Bildung in Österreich als Unterrichtsprinzip und als Unterrichtsfach. Verlag Peter Lang, Frankfurt am Main/Berlin 2011, ISBN 978-3-631-60553-0, zugleich Diplomarbeit an der Universität Innsbruck.
- Politische Bildung als Instrument zur Verbesserung der politischen Partizipation, des Politikinteresses und der Demokratiequalität. PL Academy Research, Frankfurt am Main 2015, ISBN 978-3-631-66143-7, zugleich Masterarbeit an der Universität Wien.
- Burnout im Kontext des Gesundheitsmanagements von Unternehmen und der Kostenproblematik. Möglichkeiten einer professionellen Prävention und Rehabilitation. Internationaler Verlag der Wissenschaften, Berlin 2018, ISBN 978-3-631-74422-2, zugleich Dissertation an der European University Belgrad.
- Kanusport Wettkampf- und Freizeitsport. Möglichkeiten des Kanusports historisch und aktuell. GRIN Verlag, München 2019, ISBN 978-3-668-96957-5, Fachbuch aus dem Jahr 2007.

Beiträge und Papers
- Grundzüge des mittelalterlichen Strafrechts. In: Ursula Floßmann, Gerhard Putschögl (Hrsg.): Hexen Prozesse, Seminar zur oberösterreichischen Strafrechtsgeschichte. 1987, ISBN 3-85320-411-2, S. 1–8.
- Sport in der Kunst, in: Festschrift X Jahre HBLA für Kunstgewerbe. Eggspositionen 1983–1993, S 34 und 35. Linz 1993. DOI:10.5281/ zenodo.4541467.
- Die Lebensversicherung, in: Forum Gesundheit, Das Gesundheitsmagazin der Oberösterreichischen Gebietskrankenkasse, 1/2010, S. 14–15.
- Bewegung und Sport: Sportmotorische Tests. Paper, Februar 2013. DOI:10.5281/zenodo.3784867.
- Die Krise der Europäischen Union (EU) mit Beginn 2008 und möglichen Lösungsversuchen. Hegemonieprojekte in der Krise. Paper, Jänner 2014, DOI:10.5281/zenodo.4019116.
- Chronischer Stress und Burnout, Psychische Gesundheit, in: ASU Zeitschrift für medizinische Prävention, Ausgabe 03.2018, E 4375, 53. Jahrgang, Gentner Verlag Stuttgart, S. 176–178.
- Gesunde Führungskultur verhindert Burnout, Psychische Gesundheit, in: ASU Zeitschrift für medizinische Prävention, Ausgabe 08/2018, E4375, 53. Jahrgang, Gentner Verlag Stuttgart, S. 506–507.
- Gesundheitsförderung durch Bewegung. Einflussebenen und Einflussfaktoren auf das Bewegungsverhalten. Paper, Juni 2019. DOI:10.5281/zenodo.3240262.
- Liberale Demokratie als Herrschaftsform. Paper, Juni 2020. DOI:10.5281/zenodo.3894585.
- Die kognitive Verhaltenstherapie (KVT) als Therapieform zur Behandlung von Depressionen und Burnout. GRIN-Verlag, München 2020, ISBN 978-3-346-12841-6. Diplomarbeit 2019. DOI:10.5281/zenodo.3568000.
- Vom Faltboot zum Kunststoffboot. Darstellung im Kontext wesentlicher Entwicklungen im Kanusport. GRIN Verlag, München 2020, ISBN 978-3-346-11917-9. Wissenschaftlicher Aufsatz 2020. DOI:10.5281/zenodo.3598672.
- Politische Bildung in Österreich historisch und aktuell. Digitale Medien im Politikunterricht. GRIN Verlag, München 2021, ISBN 978-3-346-36335-0. Wissenschaftlicher Aufsatz 2020. DOI:10.5281/zenodo.4271738.
- 6 Studienarbeiten (Universität Wien und Universität Salzburg). GRIN-Verlag München.

## Rezensionen
Über den Autor:
- Christian Berger: Franz Zeilner – Geschichte der politischen Bildung in Österreich als Unterrichtsprinzip und als Unterrichtsfach. Newsletter der Politischen Akademie (POLAK) vom 22. Juni 2011, doi:10.5281/zenodo.2704358.
- Tamara Ehs, Franz Zeilner: Geschichte der politischen Bildung in Österreich als Unterrichtsprinzip und als Unterrichtsfach. Zeitschrift der Savigny-Stiftung für Rechtsgeschichte: Germanistische Abteilung, Band 130, Heft 1, 2013, Böhlau Verlag GmbH & Co. KG, ISSN 0323-4045, S. 708–709.
- Michael J.P. Ulrich: Franz Zeilner – Politische Bildung als Instrument zur Verbesserung der politischen Partizipation, des Politikinteresses und der Demokratiequalität. Newsletter der Politischen Akademie (POLAK) vom 15. Oktober 2015, doi:10.5281/zenodo.2789261.
- Dr. Jutta Kindel: Franz Zeilner – Burnout im Kontext des Gesundheitsmanagements von Unternehmen und der Kostenproblematik. Möglichkeiten einer professionellen Prävention und Rehabilitation. 11. Juli 2018, doi:10.5281/zenodo.2587565.

Vom Autor:
- Rezension von Franz Zeilner zur Publikation von Eva Jaeggi (Autorin), Buchtitel: Und wer therapiert die Therapeuten? Rezension 2014. DOI:10.5281/zenodo.4680632.

## Ehrungen
- Landessportehrenzeichen der Oberösterreichischen Landesregierung in Gold (1977), in Silber (1976) und in Bronze (1971).
- Sportehrenzeichen der Stadt Steyr in Gold (1976).